# Gérard Blitz (imprenditore)
Gérard Blitz (Anversa, 28 febbraio 1912 – Parigi, 3 marzo 1990) è stato un imprenditore e pallanuotista belga, fondatore del Club Méditerranée e promotore dello yoga in Europa.
Blitz veniva da una famiglia di sportivi. Il padre Maurice e lo zio Gérard erano due campioni di pallanuoto degli anni 20 del XX secolo, vincitori di due argenti olimpici con la nazionale belga. Seguendo la tradizione di famiglia, in gioventù praticò la pallanuoto e fu tra i componenti della squadra belga che vinse il bronzo olimpico ai Giochi di Berlino 1936.
Il 27 aprile 1950 Blitz fondò l'associazione Club Méditerranée. Nello stesso anno aprì sull'isola di Maiorca, nelle Baleari, il primo villaggio vacanze riservato ai soci.
Cultore dello yoga, Blitz fu segretario e poi presidente dell'Unione Europea dello Yoga dal 1974 fino alla morte, avvenuta nel 1990.